# San Francisco State University
La San Francisco State University (conosciuta anche come San Francisco State, SF State, e SFSU) è un'università pubblica degli Stati Uniti d'America situata nella parte sud-occidentale di San Francisco, nei pressi del lago Merced e della contea di San Mateo, in un'area verde della città distante meno di 2 km dall'Oceano Pacifico.

L'università fa parte del sistema CSU (California State University) che riunisce 23 campus dello Stato della California offrendo 111 aree di studio bachelor e 96 master attraverso 8 college.

Nell'anno 2006–2007 circa 29.628 studenti risultavano iscritti all'università.

## Storia

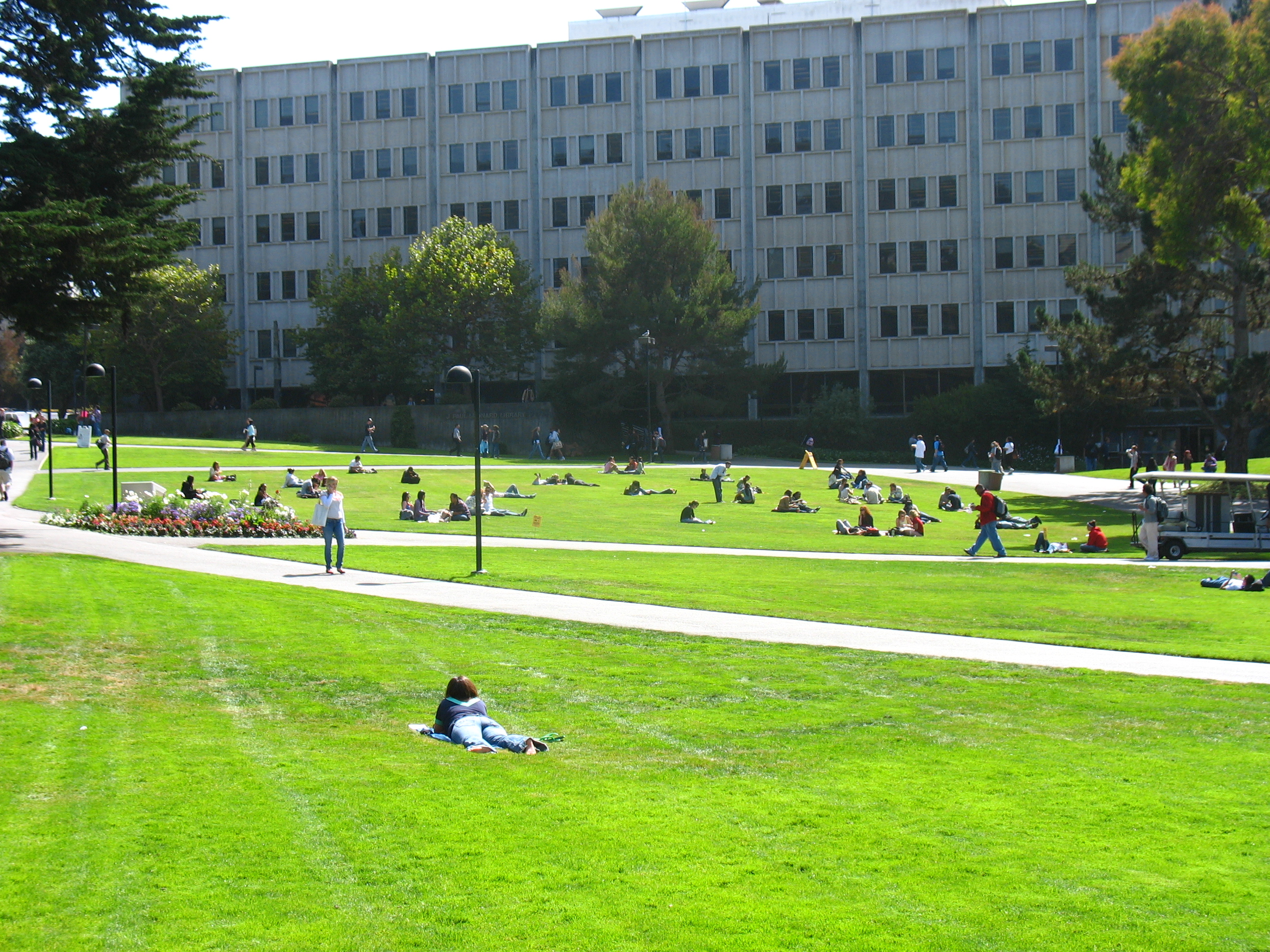
Studenti al SF State

- 1899 - Fondazione della San Francisco State Normal School
- 1901 - Primo corso master
- 1906 - Il terremoto del 1906 spinse l'università a trasferirsi da Nob Hill ad un nuovo campus in Buchanan e Haight Streets
- 1921 - Rinominata San Francisco State Teachers College
- 1935 - Rinominata San Francisco State College
- 1953 - L'attuale campus vicino al lago Merced viene inaugurato
- 1966 - Inizio dell'era delle manifestazioni guidate da organizzazioni studentesche. Le proteste contro le politiche del college e altre questioni esterne come la guerra del Vietnam portarono a sit-in, marce, manifestazioni e conflitti con la polizia
- 1968 - Un lungo sciopero studentesco portò ad uno dei più importanti eventi della storia americana degli anni '60. Lo sciopero fu guidato dal Third World Liberation Front e fece appello a un programma di studi per persone di colore ed alla fine della guerra del Vietnam
- 1969 - A marzo lo sciopero cessò ufficialmente e fu creato il college degli studi etnici
- 1972 - Ottenuto lo status di California State University
- 1974 - Rinominata San Francisco State University
- 1993 - Aperto il campus nel Downtown
- 1999 - Celebrazione del 100º anniversario
- 2007 - Aperto il nuovo campus nel Downtown

## Facoltà

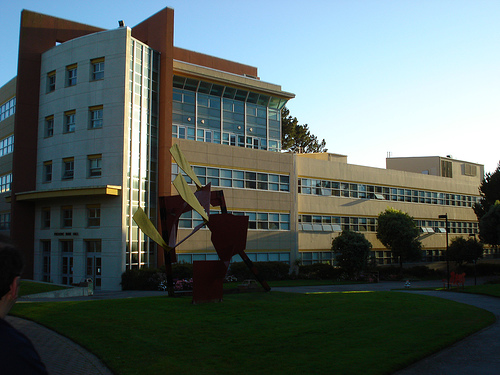
College delle arti creative

La San Francisco State University include i seguenti college:
- Arti creative
- Business
- Medicina
- Scienza e ingegneria
- Scienze comportamentali e sociali
- Scienze dell'educazione
- Scienze dell'umanità
- Studi etnici

L'università si distingue inoltre per un esteso programma per adulti.

Oltre a 111 aree di specializzazione bachelor e 96 master, sono offerti tre programmi congiunti: un dottorato in scienze dell'istruzione in collaborazione con l'Università della California-Berkeley e due dottorati in fisioterapia presso l'Università della California-San Francisco.
Il dipartimento di cinema, nel college delle arti creative, fu nominato nel 2000 una delle "migliori scuole cinematografiche" della nazione da Entertainment Weekly .

Gli studenti che vi hanno partecipato hanno successivamente lavorato in film come Titanic, Schindler's List e Il Signore degli Anelli - Il ritorno del re.

## Accreditamento
L'università è accreditata dall'Accrediting Commission for Senior Colleges and Universities, facente parte al Western Association of Schools and Colleges. Il College of Business è accreditato dall'Association to Advance Collegiate Schools of Business (AACSB International).

## Il Campus

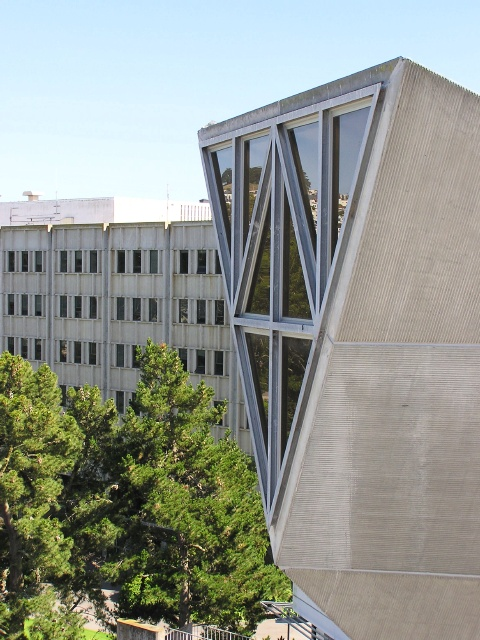
Student Union Building

### Edifici
- Amministrazione
- Arti creative
- Belle arti
- Burk Hall
- Business
- Centro di sanità
- Hensill Hall
- HSS Building
- Libreria J. Paul Leonard
- Palestra
- Psicologia e studi etnici
- Scienze
- Scienze dell'umanità
- Servizi studenti
- Thornton Hall
- Unione degli Studenti - un edificio esclusivo dalla caratteristica struttura. Il pieno terra ha la forma di un esagono e contiene spazi aperti, una libreria, un bar e altri negozi. Ciascun esagono è sormontato da una piramide alta circa 5 piani

### Residenze Studenti
- Mary Park Hall
- Mary Ward Hall
- Science and Technology Theme Community (STTC)
- The Towers at Centennial Square
- The Village at Centennial Square
- University Park North
- University Park South

## Atletica
Le squadre di atletica dell'università, chiamate i Gators (gli Alligatori), competono nel California Collegiate Athletic Association nella II Divisione del National Collegiate Athletic Association (NCAA). SFSU offre undici sport per uomini e donne durante l'autunno, l'inverno e la primavera. Gli sport autunnali includono la corsa e il calcio. Tra gli sport invernali figurano il basket e il wrestling. Lo sport primaverile per gli uomini è il baseball. Tre giocatori professionisti di baseball hanno avuto le loro radici al SFSU, due dei quali diventarono in seguito All-Stars (Bud Harrelson dei New York Mets e Tommy Harper dei Boston Red Sox).

## Diversità
Nel 1968, in seguito al più lungo sciopero studentesco della storia della nazione, fu fondato il college degli studi etnici e incrementata l'ammissione degli studenti di colore. La sostenuta ed ininterrotta azione dell'università per cercare di risolvere le tensioni tra studenti pro-israeliani e pro-palestinesi divenne un modello nazionale nel 2002 per il modo in cui furono indirizzate le problematiche interne al campus.
L'ammissione per l'anno accademico 2006-2007 mostra la presenza di due minoranze etniche: lo 0.8% formato dai nativi americani e il 6.8% di afro-americani. Inoltre c'è una percentuale del 16.9% di studenti di origine ispanica ed del 24.5% di studenti asiatici, in linea con le statistiche nazionali. 

## Mascotte

The Gator

L'università adottò la sua prima mascotte, l'alligatore (the Gator), nel 1931. L'alligatore fu scelto dagli studenti per la sua forza e la sua risolutezza in seguito ad un sondaggio lanciato dal giornale studentesco Bay Leaf.
Fu suggerito lo spelling "Golden Gaters" con la "e" in riferimento al Golden Gate Bridge. Si decise però di abolire l'idea per non generare errori e si tornò alla parola Gator, con la "o".
La squadra fu chiamata Golden Gaters fino agli anni '40. In quell'epoca alle partite di football venivano portati due alligatori vivi chiamati Oogee (oo-gee) e Ougee (au-gee). Il nome della squadra fu poi cambiato in Golden Gators. La parola Golden fu rimossa dal nome della squadra agli inizi degli anni settanta.